# Tulaan
Tulaan is een bestuurslaag in het regentschap Aceh Singkil van de provincie Atjeh, Indonesië. Tulaan telt 1954 inwoners (volkstelling 2010).